# Pseudobarbella ancistrodes
Pseudobarbella ancistrodes là một loài Rêu trong họ Meteoriaceae. Loài này được (Renauld & Cardot) Manuel miêu tả khoa học đầu tiên năm 1977.